# Robert H. Socolow
Robert Harry Socolow (né le 27 décembre 1937) est un physicien théoricien américain et professeur émérite de génie mécanique et aérospatial à l'Université de Princeton.

## Éducation
Robert Socolow obtient son baccalauréat en physique au Harvard College en 1959. Il obtient son doctorat en physique théorique de l'Université Harvard en 1964. Entre 1964 et 1966, il est boursier postdoctoral en physique à la Fondation nationale pour la science à l'Université de Californie à Berkeley et au Centre européen de recherche nucléaire (CERN) à Genève.

## Carrière
De 1966 à 1971, il poursuit sa carrière à l'Université de Yale en tant que professeur adjoint de physique. De 1971 à 1977, il est professeur associé au Département des sciences aérospatiales et mécaniques au Centre d'études environnementales de l'Université de Princeton. Une bourse Guggenheim et une bourse du German Marshall Fund de 1976 à 1977 lui ont permis d'étudier les questions énergétiques internationales au Laboratoire Cavendish de l'Université de Cambridge, au Royaume-Uni. En 1977, il devient professeur titulaire et directeur associé du Centre d'études énergétiques et environnementales de Princeton. Il enseigne également enseigné à la Princeton University School of Engineering and Applied Science et à la Woodrow Wilson School of Public and International Affairs.
En 2013, il devient émérite, mais poursuit ses recherches.

## Distinctions
De 1992 à 2002, il est rédacteur en chef de l'Annual Review of Environment and Resources (en). Il siège à deux comités des Académies nationales des sciences, d'ingénierie et de médecine : America's Energy Future et America's Climate Choices et, en 2004, devient associé national à vie de la National Academy. Il reçoit le Leo Szilard Lectureship Award en 2003.
Il est membre de la Société américaine de physique (élu en 1983) et de l'American Association for the Advancement of Science.

## Ouvrages
- John Hart; Robert H. Socolow. Terre patiente. New York, Holt, Rinehart et Winston, 1971, 364 pages, (ISBN 0030851033) 9780030851032 0030865719 9780030865718.